# Saison 1990-1991 des Celtics de Boston
La saison 1990-1991 des Celtics de Boston est la 45e saison de la franchise américaine de la National Basketball Association (NBA).
Après avoir échoué au premier tour des playoffs les deux saisons précédentes, l'équipe des Celtics ne fait pas figure de prétendant au titre. Chris Ford devient même le nouvel entraîneur principal de l'équipe en début de saison. Cependant, les Celtics réalisent un beau début de saison avec un bilan de 29-5, qui rappelle leurs années des titres des années 1980, et se sont de nouveau imposés comme prétendants au titre. À partir de janvier, Larry Bird commence à manquer plusieurs matchs (22 au total) et voit son nombre de minutes diminuer en raison de blessures au dos. L’équipe termine la saison régulière avec un bilan de 56-26, remportant le titre de Division Atlantique et se classant à la seconde place de la Conférence Est.
Au premier tour des playoffs, les Celtics battent les Pacers de l'Indiana au terme de cinq matchs, dont l'ultime se déroule au Boston Garden et voit Bird rentrer aux vestiaires pendant le match à la suite d'une blessure, pour finalement revenir et terminer avec 32 points. Lors de la demi-finale de conférence, les Celtics possèdent l'avantage du terrain face aux Pistons de Détroit, double champion en titre. Cependant, Bird rate le premier match à cause d'une blessure et les Pistons remportant le match au Boston Garden. Bird revient pour le reste de la série et les Celtics reprennent l'avantage en remportant les deux matchs suivants. Néanmoins, Détroit s'octroie les trois dernières victoires afin de remporter la série et mettre un terme à la saison des Celtics.

## Draft
| Tour | Rang | Joueur    | Position | Nationalité | Provenance   |
| ---- | ---- | --------- | -------- | ----------- | ------------ |
| 1    | 19   | Dee Brown | SG/PG    | États-Unis  | Jacksonville |

## Classements de la saison régulière
| Conférence Est | Conférence Est         | Conférence Est | Conférence Est | Conférence Est |
| No             | Franchise              | Vic.           | Déf.           | PCT            |
| -------------- | ---------------------- | -------------- | -------------- | -------------- |
| 1              | Bulls de Chicago C     | 61             | 21             | 74.4           |
| 2              | Celtics de Boston      | 56             | 26             | 68.3           |
| 3              | Pistons de Détroit     | 50             | 32             | 61.0           |
| 4              | Bucks de Milwaukee     | 48             | 34             | 58.5           |
| 5              | 76ers de Philadelphie  | 44             | 38             | 53.7           |
| 6              | Hawks d'Atlanta        | 43             | 39             | 52.4           |
| 7              | Pacers de l'Indiana    | 41             | 41             | 50.0           |
| 8              | Knicks de New York     | 39             | 43             | 47.6           |
|                |                        |                |                |                |
| 9              | Cavaliers de Cleveland | 33             | 49             | 40.2           |
| 10             | Bullets de Washington  | 30             | 52             | 36.6           |
| 11             | Nets du New Jersey     | 26             | 56             | 31.7           |
| 12             | Hornets de Charlotte   | 26             | 56             | 31.7           |
| 13             | Heat de Miami          | 24             | 58             | 29.3           |

| Division Atlantique   | V  | D  | PCT  | GB |
| --------------------- | -- | -- | ---- | -- |
| Celtics de Boston     | 56 | 26 | 68.3 | -  |
| 76ers de Philadelphie | 44 | 38 | 53.7 | 12 |
| Knicks de New York    | 39 | 43 | 47.6 | 17 |
| Bullets de Washington | 30 | 52 | 36.6 | 26 |
| Nets du New Jersey    | 26 | 56 | 31.7 | 30 |
| Heat de Miami         | 24 | 58 | 29.3 | 32 |

## Effectif
| Numéro | Joueur           | Position | Provenance                     |
| ------ | ---------------- | -------- | ------------------------------ |
| 00     | Robert Parish    | C        | Centenary (LA)                 |
| 7      | Dee Brown        | PG       | Jacksonville University        |
| 11     | Michael Smith    | PF       | BYU                            |
| 12     | A. J. Wynder     | PG       | UMass, Fairfield               |
| 13     | Charles Smith    | PG       | Georgetown                     |
| 20     | Brian Shaw       | PG       | Saint Mary's, UC Santa Barbara |
| 32     | Kevin McHale     | PF       | Minnesota                      |
| 33     | Larry Bird       | SF       | Indiana State University       |
| 34     | Kevin Gamble     | SF       | Iowa                           |
| 35     | Reggie Lewis     | SG       | Northeastern University        |
| 42     | Dave Popson      | PF       | UNC                            |
| 43     | Derek Smith      | SF       | Louisville                     |
| 52     | Stojko Vranković | C        |                                |
| 53     | Joe Kleine       | C        | Notre Dame, Arkansas           |
| 54     | Ed Pinckney      | PF       | Villanova                      |

## Playoffs

### Premier tour
(2) Celtics de Boston vs. (7) Pacers de l'Indiana : Boston remporte la série 3-2
- Game 1 @ Boston Garden, Boston : Boston 127-120 Indiana
- Game 2 @ Boston Garden, Boston : Indiana 130-118 Boston
- Game 3 @ Market Square Arena, Indianapolis : Boston 112-105 Indiana
- Game 4 @ Market Square Arena, Indianapolis : Indiana 116-113 Boston
- Game 5 @ Boston Garden, Boston : Boston 124-121 Indiana

### Demi-finale de conférence
(2) Celtics de Boston vs. (3) Pistons de Détroit : Boston s'incline sur la série 2-4
- Game 1 @ Boston Garden, Boston : Détroit 86-75 Boston
- Game 2 @ Boston Garden, Boston : Boston 109-103 Détroit
- Game 3 @ The Palace of Auburn Hills, Auburn Hills : Boston 115-83 Détroit
- Game 4 @ The Palace of Auburn Hills, Auburn Hills : Détroit 104-97 Boston
- Game 5 @ Boston Garden, Boston : Détroit 116-111 Boston
- Game 6 @ The Palace of Auburn Hills, Auburn Hills : Détroit 117-113 Boston (OT)

## Statistiques

### Saison régulière
| Joueur           | MJ | MC | MPG  | FG%  | 3P%  | FT%  | RPG  | APG | SPG | BPG | PPG  |
| ---------------- | -- | -- | ---- | ---- | ---- | ---- | ---- | --- | --- | --- | ---- |
| Larry Bird       | 60 | 60 | 38.0 | .454 | .389 | .891 | 8.5  | 7.2 | 1.8 | 1.0 | 19.4 |
| Dee Brown        | 82 | 5  | 23.7 | .464 | .206 | .873 | 2.2  | 4.2 | 1.0 | 0.2 | 8.7  |
| Kevin Gamble     | 82 | 76 | 33.0 | .587 | .000 | .815 | 3.3  | 3.1 | 1.2 | 0.4 | 15.6 |
| Joe Kleine       | 72 | 1  | 11.8 | .468 | .000 | .783 | 3.4  | 0.3 | 0.2 | 0.2 | 3.6  |
| Reggie Lewis     | 79 | 79 | 36.4 | .491 | .077 | .826 | 5.2  | 2.5 | 1.2 | 1.1 | 18.7 |
| Kevin McHale     | 68 | 10 | 30.4 | .553 | .405 | .829 | 7.1  | 1.9 | 0.4 | 2.1 | 18.4 |
| Robert Parish    | 81 | 81 | 30.1 | .598 | .000 | .767 | 10.6 | 0.8 | 0.8 | 1.3 | 14.9 |
| Ed Pinckney      | 70 | 16 | 16.6 | .539 | .000 | .897 | 4.9  | 0.6 | 0.9 | 0.6 | 5.2  |
| Dave Popson      | 19 | 0  | 3.4  | .406 |      | .900 | 0.7  | 0.1 | 0.1 | 0.1 | 1.8  |
| Brian Shaw       | 79 | 79 | 35.1 | .469 | .111 | .819 | 4.7  | 7.6 | 1.3 | 0.4 | 13.8 |
| Charles Smith    | 5  | 0  | 6.0  | .429 |      | .600 | 0.4  | 1.2 | 0.2 | 0.0 | 1.8  |
| Derek Smith      | 2  | 0  | 8.0  | .250 | .000 | .750 | 0.0  | 2.5 | 0.5 | 0.5 | 2.5  |
| Michael Smith    | 47 | 3  | 8.3  | .475 | .250 | .815 | 1.2  | 0.9 | 0.1 | 0.0 | 4.6  |
| Stojko Vranković | 31 | 0  | 5.4  | .462 |      | .556 | 1.6  | 0.1 | 0.0 | 0.9 | 1.9  |
| A. J. Wynder     | 6  | 0  | 6.5  | .250 | .000 | .750 | 0.5  | 1.3 | 0.2 | 0.0 | 2.0  |

### Playoffs
| Joueur           | MJ | MC | MPG  | FG%   | 3P%  | FT%  | RPG | APG | SPG | BPG | PPG  |
| ---------------- | -- | -- | ---- | ----- | ---- | ---- | --- | --- | --- | --- | ---- |
| Larry Bird       | 10 | 10 | 39.6 | .408  | .143 | .863 | 7.2 | 6.5 | 1.3 | 0.3 | 17.1 |
| Dee Brown        | 11 | 0  | 25.8 | .491  | .000 | .824 | 4.1 | 3.7 | 1.0 | 0.5 | 12.2 |
| Kevin Gamble     | 11 | 11 | 21.6 | .483  |      | .667 | 1.2 | 1.7 | 0.4 | 0.2 | 6.0  |
| Joe Kleine       | 5  | 1  | 6.2  | .444  |      |      | 2.2 | 0.2 | 0.0 | 0.0 | 1.6  |
| Reggie Lewis     | 11 | 11 | 42.0 | .487  | .000 | .824 | 6.2 | 2.9 | 1.1 | 0.5 | 22.4 |
| Kevin McHale     | 11 | 1  | 34.2 | .527  | .545 | .825 | 6.5 | 1.8 | 0.5 | 1.3 | 20.7 |
| Robert Parish    | 10 | 10 | 29.6 | .598  |      | .689 | 9.2 | 0.6 | 0.8 | 0.7 | 15.8 |
| Ed Pinckney      | 11 | 0  | 15.5 | .762  |      | .810 | 3.6 | 0.2 | 0.5 | 0.2 | 4.5  |
| Brian Shaw       | 11 | 11 | 28.7 | .470  | .333 | .867 | 3.5 | 4.6 | 0.9 | 0.1 | 11.0 |
| Derek Smith      | 10 | 0  | 8.6  | .429  | .000 | .786 | 0.9 | 0.5 | 0.3 | 0.1 | 2.9  |
| Michael Smith    | 2  | 0  | 3.0  | .500  | .000 |      | 0.0 | 0.5 | 0.0 | 0.0 | 1.0  |
| Stojko Vranković | 1  | 0  | 4.0  | 1.000 |      | .000 | 2.0 | 0.0 | 0.0 | 0.0 | 2.0  |

## Transactions
| Arrivées Draft - Dee Brown Agents libres - Dave Popson - Stojko Vranković - Derek Smith - A. J. Wynder | Départs Joueurs libérés - Jim Paxson - Dave Popson Agents libres - Gerald Paddio |

## Récompenses
- Dee Brown, NBA All-Rookie First Team